# Esquerda Democrática Unida
A Esquerda Democrática Unida (em grego: Ενιαία Δημοκρατική Αριστερά, ΕΔΑ, Eniéa Dimokratikí Aristerá, EDA) foi um partido político da Grécia, activo, especialmente, entre as décadas de 1950 e 1960.
A EDA foi fundada em 1951 por muitos militantes do Partido Comunista da Grécia, na altura ilegalizado, como consequência da Guerra Civil Grega. Apesar do EDA, ter nascido como representação político do banido Partido Comunista, o partido tinha militantes de várias áreas da esquerda, desde social-democratas até marxistas-leninistas.
Após o Golpe de 1967, o partido foi ilegalizado pela Juntar Militar Grega e, só em 1974, com o fim da ditadura voltou a ser legalizado. 
Após o seu reaparecimento em 1974, o partido concorreu coligado com o Partido Comunista da Grécia e o Partido Comunista da Grécia (Interior), mas, em 1977, o partido desapareceu, com muitos dos seus militantes, juntando-se ao KKE ou ao PASOK.

## Resultados eleitorais

### Eleições legislativas
| Data                  | Votos   | %         | Deputados | +/- | Status            | Coligação                                      |
| --------------------- | ------- | --------- | --------- | --- | ----------------- | ---------------------------------------------- |
| 1951                  | 180 640 | 10,6 (#4) | 10 / 258  |     | Oposição          |                                                |
| 1952                  | 152 011 | 9,5 (#3)  | 0 / 300   | 10  | Extra-parlamentar |                                                |
| 1956                  | N/D     | N/D       | 19 / 300  | 19  | Oposição          | União Liberal Democrática                      |
| 1958                  | 939 902 | 24,4 (#2) | 79 / 300  | 60  | Oposição          |                                                |
| 1961                  | N/D     | N/D       | 22 / 300  | 57  | Oposição          | Frente Democrática Agrária                     |
| 1963                  | 669 297 | 14,3 (#3) | 28 / 300  | 6   | Apoio parlamentar |                                                |
| 1964                  | 542 865 | 11,8 (#3) | 22 / 300  | 6   | Apoio parlamentar |                                                |
| Banido de 1967 a 1974 |         |           |           |     |                   |                                                |
| 1974                  | N/D     | N/D       | 1 / 300   |     | Oposição          | Esquerda Unida                                 |
| 1977                  | N/D     | N/D       | 1 / 300   | =   | Oposição          | Aliança das Forças de Esquerda e Progressistas |